# Antonina Ryzjova
Antonina Ryzjova, född 5 juli 1934 i Moskva, död 1 maj 2020, var en sovjetisk volleybollspelare.
Ryzjova blev olympisk silvermedaljör i volleyboll vid sommarspelen 1964 i Tokyo.